# ويليام بي. أوغدن
ويليام بي. أوغدن (بالإنجليزية: William Butler Ogden)‏ هو سياسي أمريكي، ولد في 15 يونيو 1805 في قرية والتون في الولايات المتحدة، وتوفي في 3 أغسطس 1877 في نيويورك في الولايات المتحدة. حزبياً، نشط في الحزب الديمقراطي والحزب الجمهوري. وقد انتخب عضو جمعية ولاية نيويورك وانتخب عمدة شيكاغو ‏ (1837 – 1838).